# Lancelot

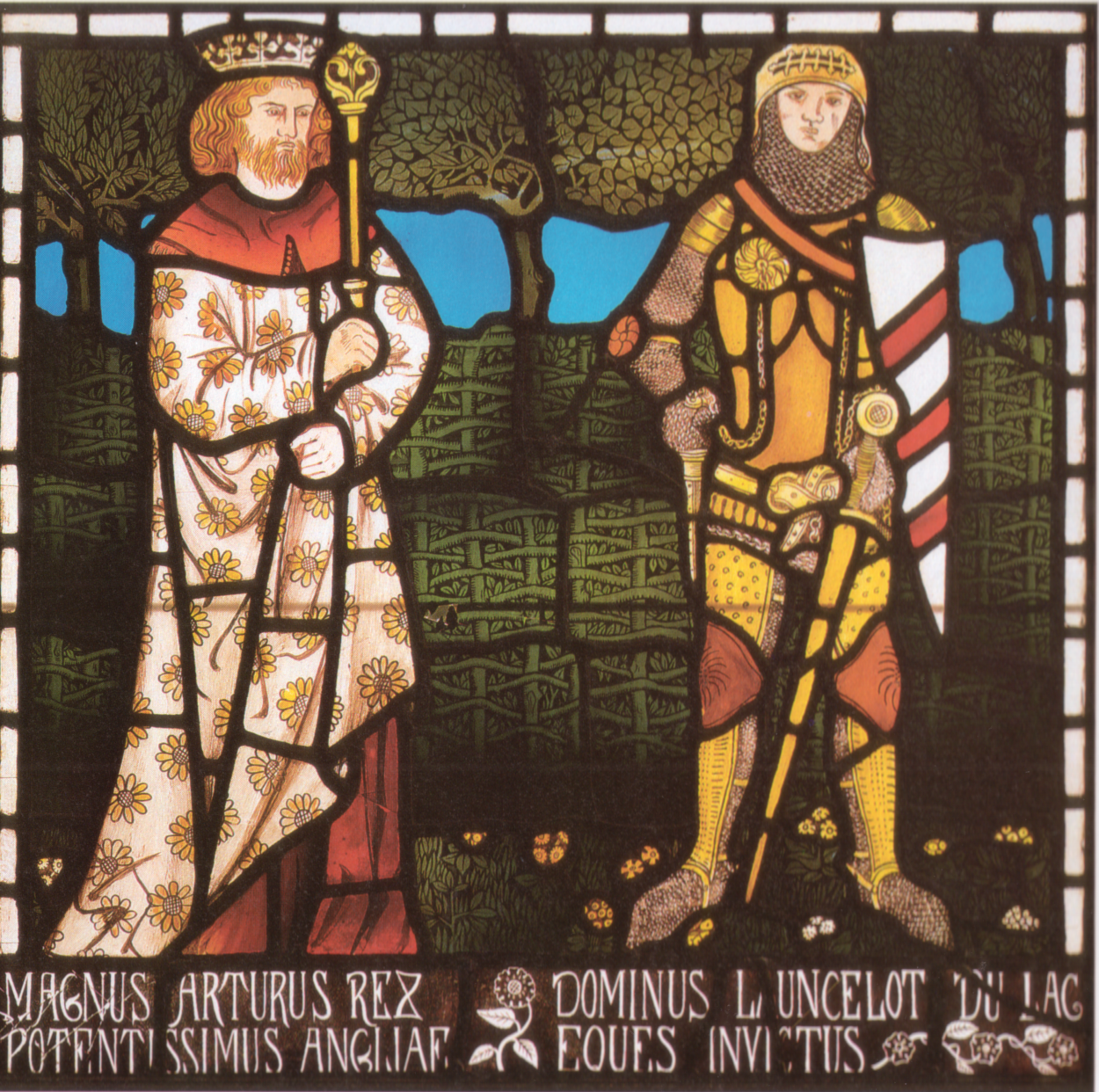
William Morris: King Arthur and Sir Lancelot, Glasfenster, 1862

Sir Lancelot (oder Launcelot; französisch: Lancelot du Lac, englisch: Lancelot of the Lake, deutsch: Lanzelot vom See) ist eine Sagenfigur der mittelalterlichen Artusromane. Sein Leben wurde je nach Erzähler unterschiedlich beschrieben. Die Geschichten um ihn haben sich so stark auseinanderentwickelt, dass es verschiedene Grundmuster gibt.

## Leben
Eine Version ist die folgende:
Er ist der Sohn von König Ban von Benwick, der nach seiner Bezwingung durch König Claudus mit seiner Gemahlin Elaine aus seinem Königreich fliehen muss. Als Kind wird Lancelot während dieser Flucht von seiner Mutter an einem See zurückgelassen und dort von der Fee Viviane, der Dame vom See und Hüterin des mythischen Ortes Avalon, geraubt. Er wächst in ihrem Wasserreich auf, der Schmiede des magischen Schwertes Excalibur des jungen Artus.

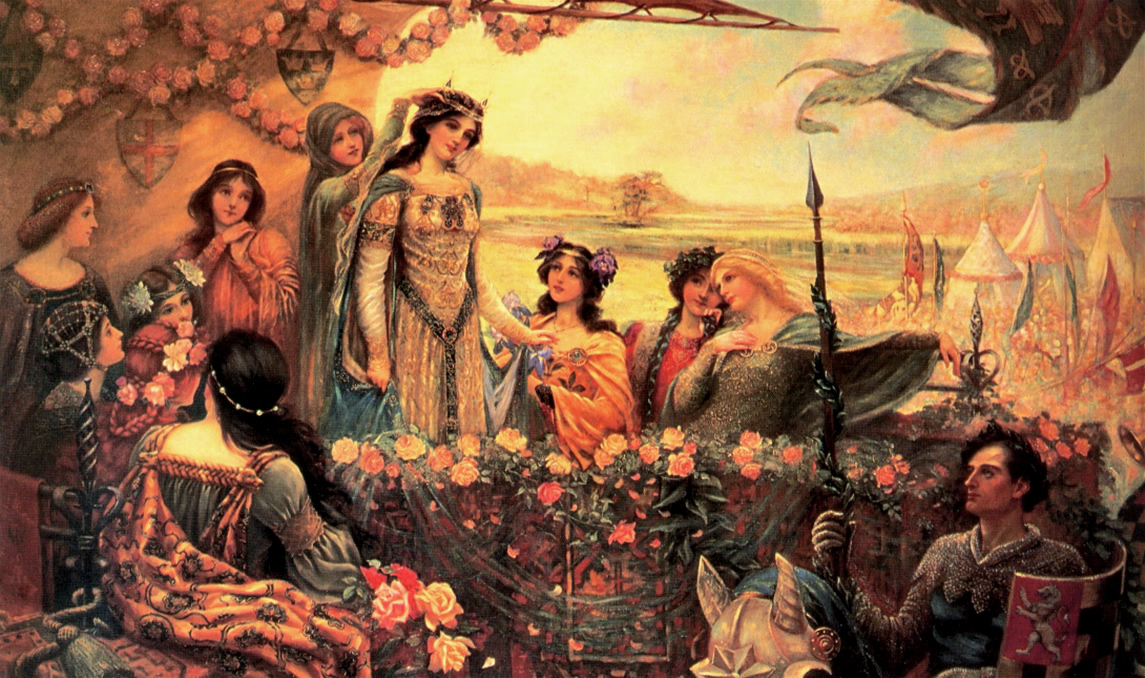
Herbert James Draper: Lancelot and Guinevere (1863–1920)

Der herangewachsene Lancelot ist neben Gawain der berühmteste Ritter der Tafelrunde von König Artus. Seine bedingungslose, unverbrüchliche Liebe richtet sich auf Guinevere (auch Ginevra, Gwenhwyfer oder Ginover), die Gemahlin des Königs. Durch diese schicksalhafte, ehebrecherische Liebe wird er unwürdig, nach dem Heiligen Gral zu suchen.
Lancelots Befreiung der vom Hof entführten Königin ist das Thema des höfischen Versromans Le Chevalier de la charrette (Der Karrenritter) von Chrétien de Troyes (in den 1170er Jahren). In Deutschland erzählte Ulrich von Zatzikhoven zwischen 1190 und ca. 1225 in einem Versroman eine stark abweichende Geschichte über Lanzelet.

## Lancelot in der Literatur
Wirklich bedeutend für die Literaturgeschichte wurde der im ersten Drittel des 13. Jahrhunderts entstandene umfangreiche altfranzösische Prosaroman (Lancelot en prose), der an Lancelots Geschichte eine universale Erzählung des arthurischen Weltgeschehens und Weltuntergangs anlagert. Lancelot wird so zur „Kristallisationsfigur“ für viele Schlüsselmotive des arthurischen Romans – nicht zuletzt durch seinen Sohn Galahad, der dazu auserwählt ist, die Suche nach dem Heiligen Gral zum Abschluss zu bringen.
Während im 12. Jahrhundert in den Erzählungen über Lancelot noch viel Freiheit herrscht und nur wenige Fixpunkte seiner Laufbahn feststehen, führte der große Zyklus des „Prosa-Lancelot“ zu einer Kodifizierung der gesamten Artussage. Fast alle späteren Artusdichtungen, bis hin zu Sir Thomas Malorys Le Morte d'Arthur (gegen 1470 vollendet), beruhen letztlich auf seinem Inhaltsgerüst.

## Filme/Serien/Musicals
| Jahr(e)   | Titel                                          | Lancelot gespielt von ... |
| --------- | ---------------------------------------------- | ------------------------- |
| 1953      | Die Ritter der Tafelrunde                      | Robert Taylor             |
| 1967      | Camelot – Am Hofe König Arthurs                | Franco Nero               |
| 1974      | Lancelot, Ritter der Königin                   | Luc Simon                 |
| 1974      | Die Ritter der Kokosnuß                        | John Cleese               |
| 1981      | Excalibur                                      | Nicholas Clay             |
| 1995      | Der 1. Ritter                                  | Richard Gere              |
| 2001      | Die Nebel von Avalon                           | Michael Vartan            |
| 2004      | King Arthur                                    | Ioan Gruffudd             |
| 2005      | Kaamelott                                      | Thomas Cousseau           |
| 2008–2012 | Merlin – Die neuen Abenteuer                   | Santiago Cabrera          |
| seit 2014 | Artus – Excalibur (Musical von Frank Wildhorn) | Mark Seibert              |
| 2014–2015 | The Quest – Die Serie                          | Matt Frewer               |
| 2014      | Nachts im Museum: Das geheimnisvolle Grabmal   | Dan Stevens               |
| 2020      | Cursed – Die Auserwählte                       | Daniel Sharman            |